# César du meilleur scénario original

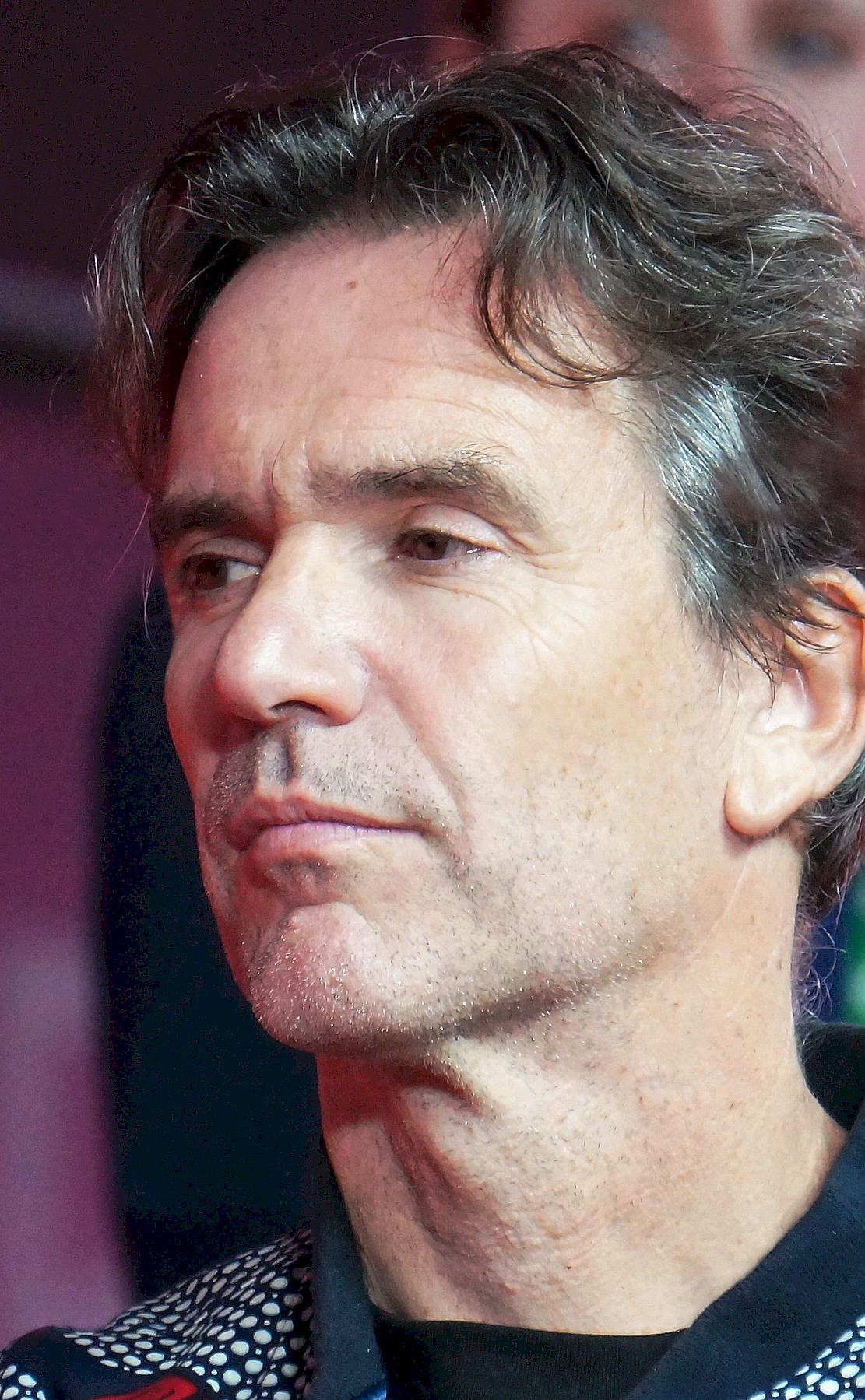
Lauréat 2025 : Boris Lojkine

Le César du meilleur scénario original est une récompense cinématographique française décernée par l'Académie des arts et techniques du cinéma depuis la première remise de prix le 3 avril 1976 au Palais des congrès à Paris.
La catégorie actuelle résulte de la division en 2006 (et précédemment de 1983 à 1985) du César du meilleur scénario original ou adaptation (récompensant le meilleur scénario, qu'il soit l'adaptation d'une œuvre préalablement existante ou une histoire avec dialogues non inspirés d'ouvrages publiés) en « Meilleur scénario original » et « Meilleure adaptation », sur le même modèle que celui des Oscars.

## Palmarès
De 1976 à 1982, une seule catégorie : César du meilleur scénario original ou adaptation.

### Années 1980
- 1983 : Le Retour de Martin Guerre – Jean-Claude Carrière et Daniel Vigne
  - Qu'est-ce qui fait courir David ? – Élie Chouraqui
  - La Balance – Mathieu Fabiani et Bob Swaim
  - Le Beau Mariage – Éric Rohmer
- 1984 : L'Homme blessé – Patrice Chéreau et Hervé Guibert
  - Coup de foudre – Diane Kurys et Alain Le Henry
  - Les Compères – Francis Veber
- 1985 : Notre histoire – Bertrand Blier
  - Les Nuits de la pleine lune – Éric Rohmer
  - Les Ripoux – Claude Zidi

De 1986 à 2005, une seule catégorie : César du meilleur scénario original ou adaptation.

### Années 2000
Depuis 2006, 2 catégories : Meilleur scénario original et Meilleure adaptation.
- 2006 : Va, vis et deviens – Radu Mihaileanu et Alain-Michel Blanc
  - Le Petit Lieutenant – Cédric Anger, Xavier Beauvois, Guillaume Bréaud, Jean-Eric Troubat
  - Joyeux Noël – Christian Carion
  - L'Enfant – Les Frères Dardenne
  - Caché – Michael Haneke
- 2007 : Indigènes – Rachid Bouchareb et Olivier Lorelle
  - Quand j'étais chanteur – Xavier Giannoli
  - Je vous trouve très beau – Isabelle Mergault
  - Fauteuils d'orchestre – Danièle Thompson et Christopher Thompson
  - Jean-Philippe – Laurent Tuel et Christophe Turpin
- 2008 : La Graine et le Mulet – Abdellatif Kechiche
  - La Môme – Olivier Dahan
  - Two Days in Paris – Julie Delpy
  - Ceux qui restent – Anne Le Ny
  - Molière – Laurent Tirard et Grégoire Vigneron
- 2009 : Séraphine – Marc Abdelnour, Martin Provost
  - Le Premier Jour du reste de ta vie – Rémi Bezançon
  - Bienvenue chez les Ch'tis – Dany Boon, Franck Magnier et Alexandre Charlot
  - Il y a longtemps que je t'aime – Philippe Claudel
  - Un conte de Noël – Arnaud Desplechin et Emmanuel Bourdieu

### Années 2010
- 2010 : Un prophète – Jacques Audiard, Thomas Bidegain, Abdel Raouf Dafri et Nicolas Peufaillit
  - À l'origine – Xavier Giannoli
  - La Journée de la jupe – Jean-Paul Lilienfeld
  - Welcome – Philippe Lioret, Emmanuel Courcol et Olivier Adam
  - Le Concert – Radu Mihaileanu et Alain-Michel Blanc
- 2011 : Le Nom des gens – Baya Kasmi et Michel Leclerc
  - Tournée – Mathieu Amalric, Marcelo Novais Teles, Philippe Di Folco, et Raphaëlle Valbrune
  - Le Bruit des glaçons – Bertrand Blier
  - Des hommes et des dieux – Xavier Beauvois
  - Mammuth – Gustave Kervern
- 2012 : L'Exercice de l'État – Pierre Schoeller
  - La guerre est déclarée – Valérie Donzelli et Jérémie Elkaïm
  - The Artist – Michel Hazanavicius
  - Polisse – Maïwenn et Emmanuelle Bercot
  - Intouchables – Éric Toledano et Olivier Nakache
- 2013 : Amour – Michael Haneke
  - Adieu Berthe – Bruno Podalydès et Denis Podalydès
  - Camille redouble – Noémie Lvovsky, Florence Seyvos, Maud Ameline et Pierre-Olivier Mattei
  - Holy Motors – Léos Carax
  - Quelques heures de printemps – Florence Vignon et Stéphane Brizé
- 2014 : 9 mois ferme – Albert Dupontel
  - Alceste à bicyclette – Philippe Le Guay
  - L'Inconnu du lac – Alain Guiraudie
  - Le Passé – Asghar Farhadi
  - Suzanne – Katell Quillévéré, Mariette Désert
- 2015 : Timbuktu – Abderrahmane Sissako et Kessen Tall
  - Les Combattants – Thomas Cailley et Claude Le Pape
  - La Famille Bélier – Victoria Bedos et Stanislas Carré de Malberg
  - Hippocrate – Thomas Lilti, Julien Lilti, Baya Kasmi et Pierre Chosson
  - Sils Maria – Olivier Assayas
- 2016 : Mustang – Deniz Gamze Ergüven et Alice Winocour
  - Dheepan – Jacques Audiard, Thomas Bidegain et Noé Debré
  - Marguerite – Xavier Giannoli
  - La Tête haute – Emmanuelle Bercot et Marcia Romano
  - Trois souvenirs de ma jeunesse – Arnaud Desplechin et Julie Peyr
- 2017 : L'Effet aquatique – Sólveig Anspach et Jean-Luc Gaget
  - Divines – Romain Compingt, Houda Benyamina et Malik Rumeau
  - Les Innocentes – Sabrina B. Karine, Alice Vial, Pascal Bonitzer et Anne Fontaine
  - Ma Loute – Bruno Dumont
  - Victoria – Justine Triet
- 2018 : 120 battements par minute – Robin Campillo
  - Barbara – Mathieu Amalric et Philippe Di Folco
  - Grave – Julia Ducournau
  - Petit Paysan – Claude Le Pape et Hubert Charuel
  - Le Sens de la fête – Éric Toledano et Olivier Nakache
- 2019 : Jusqu'à la garde - Xavier Legrand
  - En liberté ! - Pierre Salvadori, Benoît Graffin et Benjamin Charbit
  - Le Grand Bain - Gilles Lellouche, Ahmed Hamidi et Julien Lambroschini
  - Guy - Alex Lutz, Anaïs Deban et Thibault Segouin
  - Pupille - Jeanne Herry

### Années 2020
- 2020 : La Belle Époque – Nicolas Bedos
  - Grâce à Dieu - François Ozon
  - Hors normes - Éric Toledano et Olivier Nakache
  - Les Misérables - Ladj Ly, Giordano Gederlini et Alexis Manenti
  - Portrait de la jeune fille en feu - Céline Sciamma
- 2021 : Albert Dupontel pour Adieu les cons
  - Caroline Vignal pour Antoinette dans les Cévennes
  - Emmanuel Mouret pour Les Choses qu'on dit, les choses qu'on fait
  - Filippo Meneghetti et Malysone Bovorasmy pour Deux
  - Benoît Delépine et Gustave Kervern pour Effacer l'historique
- 2022 : Arthur Harari et Vincent Poymiro pour Onoda, 10 000 nuits dans la jungle
  - Valérie Lemercier et Brigitte Buc pour Aline
  - Leos Carax, Ron Mael et Russell Mael pour Annette
  - Yann Gozlan, Simon Moutaïrou et Nicolas Bouvet-Levrard pour Boîte noire
  - Catherine Corsini, Laurette Polmanss et Agnès Feuvre pour La Fracture
- 2023 : Louis Garrel, Tanguy Viel et Naïla Guiguet pour L'Innocent
  - Éric Gravel pour À plein temps
  - Valeria Bruni Tedeschi, Noémie Lvovsky et Agnès de Sacy pour Les Amandiers
  - Cédric Klapisch, Santiago Amigorena pour En corps
  - Alice Diop, Amrita David et Marie Ndiaye pour Saint Omer
- 2024 : Justine Triet et Arthur Harari pour Anatomie d'une chute
  - Jean-Baptiste Durand pour Chien de la casse
  - Jeanne Herry pour Je verrai toujours vos visages
  - Nathalie Hertzberg et Cédric Kahn pour Le Procès Goldman
  - Pauline Munier et Thomas Cailley pour Le Règne animal
- 2025 : Boris Lojkine et Delphine Agut pour L'Histoire de Souleymane
  - Stéphane Demoustier pour Borgo
  - Emmanuel Courcol et Irène Muscari pour En fanfare
  - Alain Guiraudie pour Miséricorde
  - Louise Courvoisier et Théo Abadie pour Vingt Dieux